# ميك ميرسير
ميك ميرسير (بالإنجليزية: Mick Mercer)‏ هو كاتب وصحفي بريطاني، ولد في 1958.

## وصلات خارجية
- الموقع الرسمي